# Люшня
Люшня (на албански: Lushnja) е град в Албания.
Има население от 31 105 жители (2011). Часовата зона му е UTC+1. Намира се на 111 м н.в.